# Mirella Serri
Mirella Serri (Roma, 15 marzo 1949) è una saggista e giornalista italiana.

## Biografia
Ha insegnato letteratura italiana contemporanea all'Università La Sapienza di Roma. Nella sua attività di ricerca si è dedicata ad autori come Carlo Dossi, Luigi Pirandello, Italo Svevo, Sibilla Aleramo, Elio Vittorini, Giaime Pintor, Eugenio Montale, Guido Gozzano e su questioni metodologiche come Il punto di vista nella narrativa del novecento, I rapporti tra critica e letteratura nel decennio 1970-1980, Il lettore della narrativa contemporanea, Le riviste letterarie degli anni trenta e sul giornalismo italiano dal fascismo agli anni ottanta.
Ha collaborato con La Stampa, Ttl-Tuttolibri, Sette-Corriere della Sera, La Repubblica e con i canali Rai Rai Cultura e Rai Storia. È presidente dell'Associazione culturale Piazza Magenta, che gestisce il Premio internazionale Capalbio - Piazza Magenta. Ha fatto parte della giuria del Premio Rapallo Carige per la donna scrittrice e della giuria del Premio Italo Calvino.

## Opere

### Saggi e Romanzi
- Carlo Dossi e il racconto, Bulzoni editore, Roma, 1975
- Doppio diario di Giaime Pintor: 1936-1943, a cura di Mirella Serri, presentazione di Luigi Pintor, Einaudi, Torino, 1978 (coll. "Nuova Universale Einaudi", n.s. 59)
- Storie di spie. Saggi sul Novecento in letteratura, Edisud, Salerno, 1992 ISBN 978-88-85224-49-0
- Il breve viaggio. Giaime Pintor nella Weimar nazista, Marsilio Editori, Venezia, 2002 ISBN 978-88-317-7999-9 (premio Capalbio e premio Salvatore Valitutti)
- Amorosi assassini. Storie di violenza sulle donne, Laterza, Roma-Bari, 2008.
- I profeti disarmati. 1945-1948, la guerra fra le due sinistre, Corbaccio, 2008 ISBN 978-88-7972-978-9 (Premio Pannunzio)
- I redenti. Gli intellettuali che vissero due volte. 1938-1948, Corbaccio, 2005-2009 ISBN 978-88-7972-714-3 (Premio Nabokov 2007[2], Premio Letterario Internazionale Isola d'Elba "Raffaello Brignetti", Premio Alessandro Tassoni e Premio letterario Ninfa Galatea-Isola dei Ciclopi)
- Clara Maffei. La piccola grande tessitrice in AA. VV., Donne del Risorgimento, il Mulino, Bologna, 2011.
- Sorvegliati speciali. Gli intellettuali spiati dai gendarmi: 1945-1980, Longanesi, Milano, 2012 ISBN 978-88-304-3268-0 (Premio Gen.Div. Amedeo e Elvira De Cia Palermo Dei Principi Di Santa Margherita; finalista al Premio Acqui Storia)
- Un amore partigiano. Storia di Gianna e Neri, eroi scomodi della Resistenza, Longanesi, Milano, 2014 (ristampato in Tea nel febbraio 2017)
- Gli invisibili. La storia segreta dei prigionieri illustri di Hitler in Italia, Longanesi, Milano, 2015 (Premio di saggistica "Città delle Rose" 2016)
- Bambini in fuga. I giovanissimi ebrei braccati da nazisti e fondamentalisti islamici e gli eroi italiani che li salvarono, Longanesi, Milano, 2017 (ristampato in Tea nel 2018)
- Gli irriducibili. I giovani ribelli che sfidarono Mussolini, Longanesi, Milano, 2018 (ristampato in Tea 2020; Premio Fiuggi storia 2018; Premio Città di Grosseto. Amori sui generis 2020)
- Claretta l’hitleriana. Storia della donna che non morì per amore di Mussolini, Longanesi, Milano, 2021 (ristampato in Tea; finalista premio Estense 2022)
- Mussolini ha fatto tanto per le donne! Le radici fasciste del maschilismo italiano, Longanesi, Milano, 2022 (Premio Pagine di passione di Altavilla Irpina 2023)
- Uomini contro. La lunga storia dell’antifemminismo italiano, Milano 2023

### Opere collettive
- Ottavio Cecchi e Mario Spinella (a cura di), 19 racconti per Rinascita, Roma, Editrice l'Unità, 1987, SBN UBO0136104.
- AA.VV., Il Novecento delle italiane. Una storia ancora da raccontare, Editori Riuniti, 2001 ISBN 978-88-359-4919-0
- AA.VV., Amorosi assassini: storie di violenze sulle donne, Laterza, Roma-Bari, 2008 ISBN 978-88-420-8514-0
- AA.VV., Donne del Risorgimento, Il Mulino, Bologna, 2013
- AA.VV., Donne nella Grande Guerra, Il Mulino, Bologna, 2014